# 108 Водолея
108 Водолея (лат. 108 Aquarii), i³ Водолея (лат. i³ Aquarii), ET Водолея (лат. ET Aquarii), HD 223640 — одиночная переменная звезда в созвездии Водолея на расстоянии приблизительно 330 световых лет (около 101 парсека) от Солнца. Видимая звёздная величина звезды — от +5,21m до +5,12m.

## Характеристики
108 Водолея — бело-голубая вращающаяся переменная звезда типа Альфы² Гончих Псов (ACV) спектрального класса B9pSiCrSr, или B6,5V, или A0VpSiSr. Масса — около 3,21 солнечных, радиус — около 2,5 солнечных, светимость — около 132 солнечных. Эффективная температура — около 12274 К.